# Dirk Bielefeldt

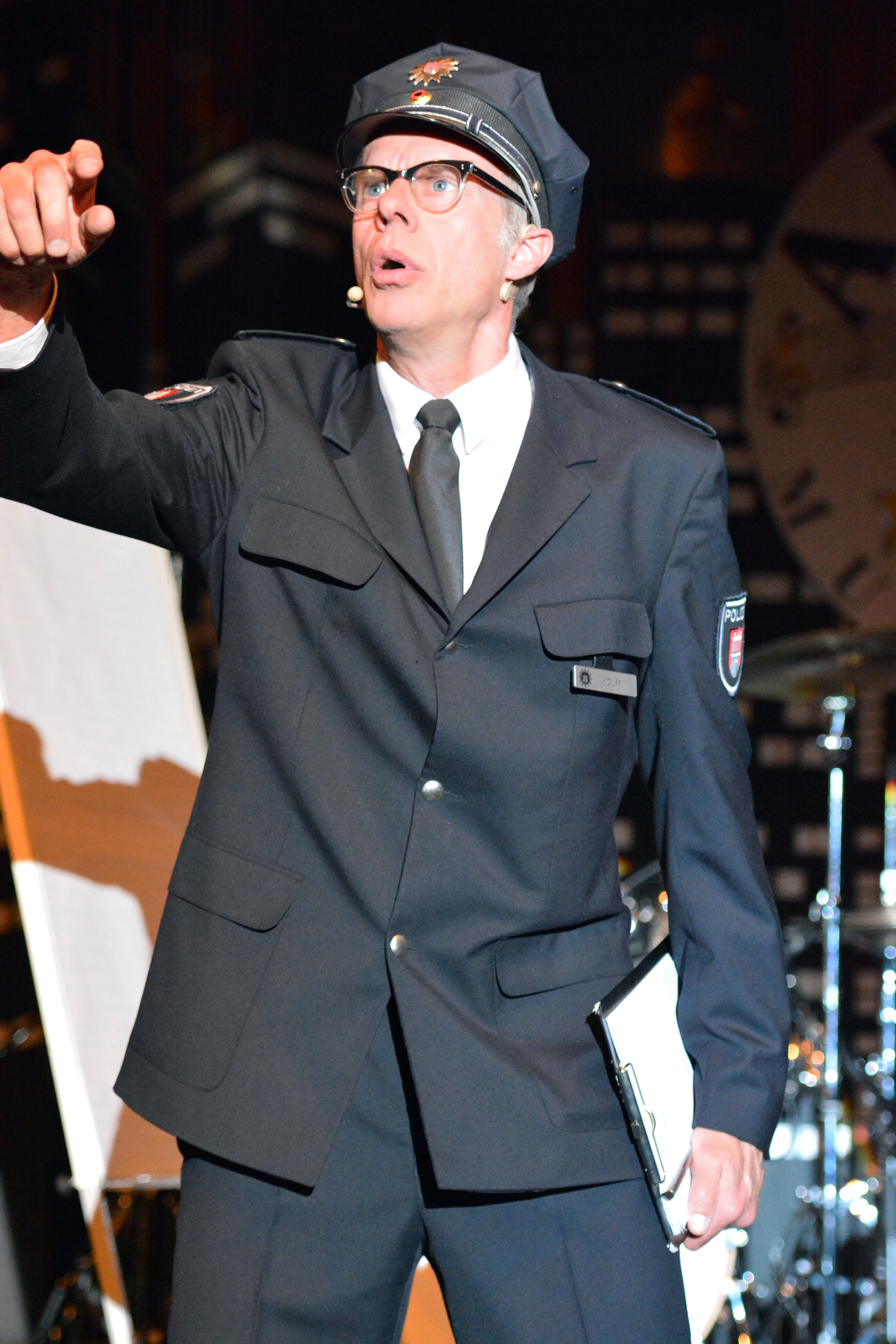
Dirk Bielefeldt in der Figur Herr Holm (2014)

Dirk Bielefeldt (* Mai 1957 in Hamburg) ist ein deutscher Schauspieler und Kabarettist, der vor allem durch die komische Rolle des Polizisten Herr Holm bekannt wurde. Seine Begrüßung lautet meistens: „Ja, guten Abend, meine Damen und Herren, ich möcht mich kurz vorstellen – mein Name ist Holm, Herr Holm für Sie ...“

## Leben
Bielefeldt machte 1976 sein Abitur am Gymnasium Eppendorf in Hamburg, studierte dann zunächst Soziologie und Philosophie, nahm jedoch anschließend Schauspielunterricht bei Philippe Gaulier in Paris. Danach wirkte er in verschiedenen Straßentheatergruppen mit, wo er die Figur des Herrn Holm entwickelte. Dieser hatte 1991 in der Kabarettproduktion Herr Holm – Keiner für alle Premiere.
Bald darauf wurde Bielefeldt Sketchpartner von Peer Augustinski in der Reihe Comedy Club, wieder meist als Herr Holm, aber auch in der Rolle des Hausmeisters Mock. Die Reihe wurde zwar bald eingestellt, wird jedoch in Auszügen bis heute gezeigt, die zur Popularität Bielefeldts bzw. der Figur des Herrn Holm beitragen. Daneben war er in mehreren Bühnenprogrammen und 2006 in dem Kinofilm 7 Zwerge – Der Wald ist nicht genug zu sehen.
Seit 2009 tritt er in seiner neuen Rolle als Handwerker auf. Privat lebt der Kabarettist in Hamburg-Blankenese.

## Filmografie (Auswahl)
- 2006: 7 Zwerge – Der Wald ist nicht genug
- 2010: Großstadtrevier (23x19 Landpartie – Landfrieden als Polizist Holm)

## Auszeichnungen
- 1991 – Scharfrichterbeil
- 2007 – Ehrenkommissar der Polizei Hamburg[2]